# 树舌灵芝
树舌灵芝（學名：Ganoderma applanatum），俗稱老牛肝，是一个具有世界性分布的支架真菌。
整个孢子体可高达30—40厘米（12—16英寸），质硬，木质纹理；它们起初生长时是白色，但很快就变成深红褐色。棕色孢子将从子實體的下侧的气孔释放出来。子实体是多年生植物，可能持续多年，随着尺寸增加，气孔将形成新层。
它是一种木腐真菌，主要生長在死木材，也可作为活树木的病原体，特别在较老的树木。它是山毛榉和杨树腐朽和死亡的常见原因，并是对其他几个树属腐朽和死亡的较少经常的原因，包括桤木属，苹果属，榆树属，七叶树属，槭属(枫树)，栎属(橡木)，胡桃木，柳树，西部铁杉，花旗松，和云杉属。
这种真菌的特点在于它是作为艺术家的绘画介质的能力。当其表面被用锋利的工具摩擦或刮花，它从浅色变为暗褐色，产生可见的线条和阴影。

## 医用
树舌灵芝在日本被称为「粉吹猿腰掛」（ kofuki-saru-no-koshikake），字面意思是“粉覆盖猴子的长椅”。而在亞洲大陸，长期以来一直用于传统药物。研究表明，灵芝富含三萜类等化合物，在抗氧化，抗癌，抗血脂，抗细菌，抗肝纤维化，和抗抑郁等方面均有效果。不过灵芝能否作为营养膳食的补充剂，还是仅仅能作为药物用于治疗特定的疾病仍存在争议。